# Monster Energy
Monster Energy è un energy drink prodotto dalla Monster Beverage; commercializzato inizialmente negli Stati Uniti d'America e in seguito anche in paesi europei, fra cui l'Italia.

## Storia
Monster Energy è stata fondata nel 2002 da Rodney Sacks, un imprenditore e investitore americano. Dopo aver visto un aumento delle bevande energetiche vendute nei negozi di alimentari americani, Sacks ha deciso di creare una bevanda che si distinguesse dalle altre. Voleva creare una bevanda che fosse allo stesso tempo piena di energia e di buon gusto.
La bevanda originale Monster Energy è stata lanciata nel 2003 e ha rapidamente guadagnato popolarità grazie al suo gusto unico e all'elevata carica energetica. La bevanda è stata realizzata con una combinazione di guaranà, taurina e caffeina, che ha fornito la carica energetica per cui la bevanda era nota.
La popolarità della bevanda ha continuato a crescere e in pochissimo tempo Monster Energy è diventato un nome familiare. La bevanda energetica è stata rapidamente adottata come il nuovo volto degli sport estremi ed è stata vista come un simbolo dello stile di vita pieno di adrenalina di atleti e amanti del brivido .

## Caratteristiche
Come molte altre bevande energetiche, possiede un tasso elevato di caffeina che è approssimativamente 33,81 mg/100 ml.
Ingredienti in ordine di dosaggio: acqua gassata, saccarosio, sciroppo di glucosio, acido citrico, aromi naturali, taurina, citrato di sodio, colorante aggiuntivo, estratto di Panax ginseng, L-carnitina, L-tartrato, acido sorbico, acido benzoico, caffeina, antociani, nicotinamide, cloridrato di piridossina, riboflavina, cianocobalamina, sucralosio, cloruro di sodio, D-glucuronolattone, estratto di semi di guaranà, inositolo, maltodestrine.
In italia, viene commercializzata in diverse varianti:
- Monster Energy (classica)

- Zero Sugar (senza zucchero)

- Absolutely Zero

- The Doctor 46 (agli agrumi)

- Full Throttle Zero Sugar (alle pesche nettarine)

- Lando Norris Zero Sugar (melone rinfrescante con yuzu)

- Energy Nitro Super Dry

- Rehab Tea+Limonata (Tè al limone)

- Juiced Mango Loco (al mango)

- Juiced Aussie Lemonade (al gusto di limonata)

- Pipeline Punch (al frutto della passione, arancia e guava)

- Pacific Punch (alla mela, arancia, lampone, guava e ciliegia)

- Rio Punch (alla papaya dolce, gelato alla vaniglia, sentore di ribes nero)

- Ultra Watermelon (all'anguria, senza zucchero)

- Ultra Fiesta Mango (al mango, senza zucchero)

- Ultra White

- Ultra Red (ai frutti rossi, senza zucchero)

- Ultra Paradise (alla mela e kiwi, senza zucchero)

- Ultra Golden Pineapple (all'ananas, senza zucchero)

- Ultra Strawberry Dreams (alla fragola, senza zucchero)

## Sponsorizzazioni

### Motorsport
È noto per essere sponsor di molte squadre motoristiche, specialmente motociclistiche, azionista cui la Kawasaki nel Motocross e  Supercross, e il team Yamaha nella Motogp.
Per quanto riguarda il strada, nel campionato Mondiale  di motocross (MXGP e MX2) la Monster Energy è sponsor della Yamaha factory, scuderia dell'italiano David Philippaerts. Mentre nei rally raid è sponsor del team tedesco X-Raid,
Nel supercross americano la Monster Energy è molto più nota che in Europa. La bevanda, infatti, è divenuta lo sponsor e partner dello stesso "Ama national supercross". A questo proposito, la bevanda, intesa come sponsor, è sotto contratto da molti piloti del campionato americano, 
Altri sportivi sponsorizzati (attualmente o in passato) dal marchio Monster Energy sono  Ken Block, Ricky Carmichael, Stéphane Peterhansel, Valentino Rossi, Marco Simoncelli, Francesco Bagnaia, Ben Spies, Nico Rosberg, Michael Schumacher e Lewis Hamilton, oltre a tutto il Team Mercedes di Formula 1.
Dal 2010 è sponsor principale del Tourist Trophy sull'Isola di Man.
È stata inoltre sponsor di Conor Mcgregor per l'incontro di boxe tenutosi il 26 agosto contro Mayweather.
Nel 2019 compare come bevanda consumabile, e proprio product placement, nel gioco Death Stranding. La bevanda fornirà al protagonista un aumento della resistenza 10%. Bevendone 3 lattine darà l'aumento massimo al 25%. La medesima bevanda è contenuta nella borraccia del protagonista e la lattina compare anche come ciondolo per lo zaino.